# COLグループ
COLグループ（英: COL Group Co., Ltd、中文在線〈中: 中文在线〉、旧称：COL Digital Publishing Group Co., Ltd）は、中国を拠点とするデジタル出版会社。デジタル出版のプラットフォーム運営の他にも映画、ショートドラマ、アニメーション、漫画など多くのコンテンツの投資・制作をしている。ショートドラマアプリ『ReelShort』は業界トップシェア。

## 沿革
2000年に清華大学発のベンチャー企業として設立、2015年1月21日に深圳証券取引所に上場。９つのデジタル書籍プラットフォームを運営、デジタル書籍作品数は550万作品を超え、なかには三体の著者である劉慈欣や韓松など著名なSF作家の作品も多数ある。
2016年11月21日、COL はAcFunの13.51%の株式を2億5000万元で取得、COLはAcFunの第二大株主となる。
2022年、COLの子会社であるクレイジーメープルがショートドラマアプリ『ReelShort』をリリース。
2023年6月アニメ『羅小黒戦記（ロシャオヘイセンキ） 』の制作会社北京寒木春華動画技術有限会社の51.0414%の株式を大株主から13億800万元で取得、同社の筆頭株主となる。
2024年2月16日、株式会社COL JAPAN設立。

## 日本における展開
株式会社COL JAPAN（英: COL JAPAN Co., Ltd.）は、主に日本、アジアを中心に漫画、ウェブトゥーン、ショートドラマ、ライトアニメなどの企画開発、営業、投資などを担当する会社。